# Paolo Denza
Paolo Denza (Napoli, 28 febbraio 1893 – Napoli, 6 gennaio 1955) è stato un pianista, compositore e insegnante italiano.

## Biografia
Iniziò giovanissimo la sua formazione musicale al conservatorio San Pietro a Majella di Napoli, dove studiò pianoforte con Alessandro Longo, diplomandosi nel 1914. Negli anni 1921-1922 studiò a Berlino con Ferruccio Busoni, di cui "divenne anche intimo amico, nonché depositario di alcune partiture autografe".
Dal 1924 si dedicò alla carriera concertistica, esibendosi in Italia, Germania, Francia e Spagna. Negli anni Trenta dette concerti in America latina, soprattutto a Buenos Aires e a Montevideo, e assai spesso in Giappone, riscuotendo sempre un notevole successo. Fu interprete apprezzato di Liszt, Brahms e Rachmaninov; alcune composizioni di Busoni furono da lui eseguite in prima assoluta. Rigorosa aderenza al testo, senso costruttivo e tecnica cristallina ne caratterizzavano lo stile esecutivo.
A partire dal 1945 si dedicò completamente all'insegnamento come docente di pianoforte principale al Conservatorio di Napoli. Tenne corsi di perfezionamento in Italia e all'estero, in particolare a Barcellona, a Ginevra e a Berlino, fu presidente del Concorso internazionale di Ginevra, del Concorso Busoni di Milano e tra i fondatori del Concorso dell'Accademia Musicale Napoletana intitolato alla memoria di Alfredo Casella. Tra i suoi allievi vanno ricordati Aldo Ciccolini, Paolo Spagnolo, Kiki Bernasconi, Fedora Iazzetti, Almerindo D'Amato e Amedeo Zagra.
Accanto all'attività didattica si dedicò, fin dal 1925, alla composizione: le sue opere pianistiche, cameristiche e sinfoniche suscitarono interesse nel pubblico e nella critica. Ma, dopo la sua morte inspiegabilmente tutte le partiture autografe non furono ritrovate, per cui il Denza compositore è del tutto dimenticato.

## L'insegnamento pianistico di Denza
Suoi allievi furono: Aldo Ciccolini (nel 1949 vinse il Concorso internazionale Marguerite-Long-Jacques-Thibaud a Parigi); Paolo Spagnolo (nel 1947, diciassettenne, vinse il primo premio al Concorso internazionale di Ginevra); Fedora Jazzetti, Lucia Immirzi, Amedeo Zagra e molti altri. Nelle sue lezioni, il maestro napoletano, che sulla tecnica pianistica non ha lasciato nulla di scritto, "indicava nell'aprirsi e chiudersi delle quattro dita sul palmo della mano con il pollice passivo la base naturale del movimento percussivo delle dita sulla tastiera": importante ai fini pianistici era quindi la prensilità della mano, la cui energia andava sfruttata per rendere efficace lo slancio libero delle dita. Pur non assumendo esplicitamente i principi della tecnica del peso, Denza - che nei suoi anni berlinesi aveva subito la profonda influenza di Busoni (il quale tale tecnica ben conosceva e aveva recensito con favore Die natürliche Klaviertechnik di Breithaupt) - era pertanto lontano dalla tradizionale tecnica digitale che insegnava l'articolazione delle dita isolate: il movimento digitale, infatti, era da lui inteso come "interno" al movimento della mano, da cui soltanto le dita possono trarre forza percussiva.
"Elaborò", inoltre, "una serie di originali formule pianistiche con numerose combinazioni di diteggiature diverse su tutte le ventiquattro tonalità" e scoprì "numerose «chiavi di risoluzione esecutiva» applicabili a passaggi virtuosistici e trascendentali altrimenti considerati al limite dell'eseguibilità".
Da alcuni è considerato il fondatore della "moderna scuola napoletana", denominazione peraltro un po' equivoca, dal momento che di tale "scuola" farebbero parte pianisti e didatti come Vincenzo Vitale, fautore di una coerente "tecnica del peso" abbastanza diversa dalla tecnica insegnata dallo stesso Denza.